# Spinplasmonica
La spinplasmonica è un campo della nanotecnologia che combina la spintronica e la plasmonica.
Fu creata da un gruppo di ricercatori dell'Università dell'Alberta.